# Basquetebol do Sport Lisboa e Benfica
O Sport Lisboa e Benfica iniciou a prática no basquetebol no ano de 1927. Uma das melhores fases de sempre na modalidade sénior masculina (primeiro escalão) do clube ocorreu entre 1985 e 1995, quando alcançou dois recordes nacionais: o da conquista consecutiva de campeonatos nacionais, (de sete épocas) e o da conquista de mais campeonatos durante um período temporal (10 títulos em 11 anos). Carlos Lisboa liderava o grupo, sendo considerado o melhor basquetebolista português de sempre. O percurso europeu também teve momentos brilhantes, com o acesso à fase final da Liga dos Campeões em 1993 e 1994.
Obteve algumas vitórias frente a clubes de maior estatuto, como o Real Madrid, o Juventude Badalona (em Espanha), o Panathinaikos, entre outros. Um dos momentos mais significativos ocorreu a 4 de Dezembro de 1993, contra os italianos do Buckler Bologna, com a vitória em Lisboa, no Pavilhão da Luz, por 102-90. Depois, o clube esteve 14 anos sem ser campeão e inclusive, chegou a ser despromovido à Proliga na época 2007/08, devido a um desacordo com a Liga. Uma época depois, volta a subir e a festejar o campeonato, após derrotar a AD Ovarense na final. Volta a ser campeão na época seguinte, derrotando desta vez o FC Porto. Estes campeonatos foram ganhos por outra figura incontornável do clube e da modalidade: Henrique Vieira, que faleceu no passado dia 4 de julho de 2022.
Depois de falhar o tricampeonato, o Benfica volta a festejar, na época 2011/12, novamente contra o FC Porto. Depois de duas vitórias para cada lado, foi preciso disputar a negra. A jogar no Dragão Caixa, o SL Benfica venceu por 53-56, num jogo muito disputado e com o cesto decisivo a ser marcado por João "Betinho" Gomes. Depois disso, o Benfica seguiu para uma fase absolutamente vitoriosa entre as épocas 2012/13 a 2014/15, perdendo apenas uma Taça de Portugal para o Vitória SC e um Troféu António Pratas. A equipa era orientada por outra figura da maior fase do clube, Carlos Lisboa.
Na época 2015/16, falhou o pentacampeonato, perdendo mais uma vez para o FC Porto, voltando a recuperar na época seguinte, contra o mesmo adversário. Depois disso, passou 5 anos sem levantar o título de campeão, voltando a festejar na época 2021/22, derrotando novamente o FC Porto e novamente no Dragão Caixa (agora Dragão Arena), tal como 10 anos antes. Nessa altura, os encarnados já eram orientados por Norberto Alves, treinador que tinha sido bicampeão nacional pela UD Oliveirense. O Benfica esteve igualmente 4 anos sem vencer nenhum título, entre os anos de 2018 e 2022, sendo o clube português com mais títulos e que detém os recordes de todas as provas do Basquetebol Nacional, inclusive o de maior número de competições ganhas de forma consecutiva (11).
No dia 25 de setembro de 2022, a equipa, orientada por Norberto Alves fez história, ao qualificar-se pela primeira vez para a Basketball Champions League, tendo a oportunidade de organizar a fase de qualificação. Após ultrapassarem o Golden Eagle Ylli do Kosovo por 67-92 e o Keravnos BC do Chipre, a equipa comandada por Norberto Alves derrotou o Brose Bamberg na final por 73-87, numa enorme exibição de Ivan Almeida, que marcou 39 pontos e conquistou 8 ressaltos,
Na fase de grupos, a equipa ficou no grupo F, juntamente com o VEF Riga, CSP Limoges e o BAXI Manresa e a equipa terminou em 2º lugar com 4 vitórias e 2 derrotas em 6 jogos, tendo se qualificado para o play-in, aonde foi eliminado pela equipa turca do Darüşşafaka S.K. A equipa conquistou a sua 23ª Taça de Portugal, ao derrotar o Imortal BC na Final. Este troféu não vinha parar ao clube da Luz desde a época 2016/17.

## Palmarés sénior masculino (primeiro escalão)

### Competições Nacionais
| Títulos Internacionais   | Títulos Internacionais | Títulos Internacionais |
| Competições              | Títulos                | Épocas/Anos |
| ------------------------ | ---------------------- | --- |
| Supertaça Luso-Angolana  | 1                      | 2009/10 |
| Títulos Nacionais        |                        | |
| Competições              | Títulos                | Épocas/Anos |
| Liga Portuguesa          | 31                     | 1939/40, 1945/46, 1946/47, 1960/61, 1961/62, 1962/63, 1963/64, 1964/65, 1969/70, 1974/75, 1984/85, 1985/86, 1986/87, 1988/89, 1989/90, 1990/91, 1991/92, 1992/93, 1993/94, 1994/95, 2008/09, 2009/10, 2011/12, 2012/13, 2013/14, 2014/15, 2016-17, 2021–22, 2022–23, 2023–24, 2024-25 |
| Campeonato Metropolitano | 7                      | 1965/66, 1969/70, 1972/73, 1973/74 |
| Taça de Portugal         | 23                     | 1945/46, 1946/47, 1960/61, 1963/64, 1964/65, 1965/66, 1967/68, 1968/69, 1969/70, 1971/72, 1972/73, 1973/74, 1980/81, 1991/92, 1992/93, 1993/94, 1994/95, 1995/96, 2013/14, 2014/15, 2015/16, 2016/17, 2022/23                                                                         |
| Taça Hugo dos Santos     | 13                     | 1989/90, 1990/91, 1992/93, 1993/94, 1994/95, 1995/96, 2010/11, 2012/13, 2013/14, 2014/15, 2016/17, 2017/18, 2023/24 |
| Supertaça                | 15                     | 1984, 1988, 1990, 1993, 1994, 1995, 1997, 2009, 2010, 2012, 2013, 2014, 2015, 2017, 2023 |
| Troféu António Pratas    | 5                      | 2008 (vencedor da Zona Sul), 2011, 2012, 2014, 2015 |

## Equipa sénior feminina
A equipa feminina tem vindo a crescer no panorama do basquetebol. Na época 2012/13, competiam na 2ª Divisão Feminina. Na fase final da competição, disputada precisamente no Pavilhão Fidelidade, o Benfica levou a melhor, vencendo todos os jogos contra o Sporting CP, CAD Coimbra e o CD Póvoa. Na época 2013/14, voltaram a festejar, desta vez o campeonato da 1ª Divisão, ao vencer o Académico FC na final. Desde a época 2014/15 que compete na Liga Feminina de Basquetebol, sem nunca ter sido rebaixado. Depois de algumas épocas em que andou pelo meio da tabela, a época 2019/20 marca uma mudança no paradigma. A época não foi jogada até ao final, pois a pandemia assim não permitiu. O Benfica acabou a época a vencer a Taça Vítor Hugo.
Na época 2020/21, o Benfica sagrou-se campeão da principal liga pela primeira vez na história, vencendo igualmente a Taça de Portugal.
A época 2021/22 foi histórica no clube, pois o Benfica venceu todas as competições que disputou (Supertaça, Taça de Portugal, Taça Federação e Campeonato), tendo ainda acabado a época com apenas duas derrotas.
Na época 2022/23, o Benfica venceu a Supertaça e a Taça Vítor Hugo contra o GDESSA e a Taça Federação contra o Imortal de Albufeira. Além disso, a equipa orientada por Eugénio Rodrigues participou pela primeira vez nas competições europeias, tendo ficado em primeiro lugar na Fase de Grupos da FIBA EuroCup Women, num grupo composto pelo Fribourg, BC Namur Capitale e T71 Dudelange. Com um registo 5 vitórias e 1 derrota no Grupo G, a equipa seguiu para os 1/16 avos de final, aonde encontrou a equipa do Cadi La Seu. Na primeira mão, a equipa portuguesa saiu derrotada 62-53 e tinha boas possibilidades de dar a volta ao resultado menos positivo, mas a vitória por 59-66 não foi suficiente, pois a equipa teria que vencer por mais do que 9 pontos de diferença. A equipa ainda venceu a Taça Federação, mas saiu derrotada nas decisões da Taça de Portugal, contra a Quinta dos Lombos e no campeonato, aonde terminou a Fase Regular sem derrotas, mas perdeu com o Gdessa no jogo decisivo.
Na epoca 2023/24, o Benfica venceu a Taça Vítor Hugo, Taça de Portugal e Campeonato.

## Palmarés sénior feminino

### Competições Nacionais
| Competições          | Títulos | Épocas/Anos                        |
| -------------------- | ------- | ---------------------------------- |
| Liga Portuguesa      | 3       | 2020/21, 2021/22, 2023/24          |
| Taça de Portugal     | 3       | 2020/21, 2021/22, 2023/24          |
| Taça Vítor Hugo      | 4       | 2019/20, 2022/23, 2023/24, 2024/25 |
| Taça Federação       | 2       | 2021/22, 2022/23                   |
| Supertaça Portuguesa | 3       | 2021, 2022, 2024                   |

## Ligações Externas
- Site oficial